# Zakład Systemów Dyspozytorskich
Zakład Systemów Dyspozytorskich (ZB-7) – został utworzony w styczniu 1982 roku, w Centrum Naukowo-Produkcyjnym Elektrotechniki i Automatyki Górniczej EMAG. Pracownicy Zakładu wywodzili się w większości z Zakładu Systemów Sterowania (BS-3), wchodzącego w skład Ośrodka Badawczo-Rozwojowego Systemów Mechanizacji, Elektrotechniki i Automatyki Górniczej SMEAG, wchłoniętego przez Centrum Naukowo-Produkcyjne Elektrotechniki i Automatyki Górniczej EMAG w tym samym czasie. 

## Działalność
W początkowym okresie działalności zadaniem Zakładu Systemów Dyspozytorskich (ZB-7) było rozpowszechnienie istniejących modułów systemu dyspozytorskiego MSD-80 oraz opracowanie i wdrożenie z kopalniach modułu SYLOK przeznaczonego do lokalizacji epicentrum wstrząsu i określania jego energii.
W latach 1982–1987 w polskich kopalniach zainstalowano 24 moduły SAK, 20 modułów HADES, 6 modułów CMC1/2 oraz 16 modułów SYLOK. Niezależnie od zastosowań w Polsce moduły systemu dyspozytorskiego MSD-80 były przedmiotem eksportu. Za granicę sprzedano także licencję na moduły SAK i SYLOK.
Wdrożone w kopalniach moduły systemu dyspozytorskiego MSD-80 okazały się cennym źródłem informacji, przyczyniając się do rozwoju metod pomiarowych. W powiązaniu z rozwojem technologii informatycznych (bazy danych, grafika komputerowa, mikroprocesory) pozwoliły na opracowanie nowej generacji urządzeń dyspozytorskich.
Prace nad nową generacją urządzeń rozpoczęto już w roku 1985, a ich wynikiem były:
- mikroHADES nowa generacja systemu kontroli procesu produkcyjnego i wybranych parametrów bezpieczeństwa kopalni (zastępujący moduł HADES),

- ARES stacjonarna aparatura sejsmoakustyczna (uzupełniająca/ zastępująca moduł SAK),

- ARAMIS stacjonarna aparatura mikrosejsmometryczna  (uzupełniająca/ zastępująca moduł SYLOK),

- PASAT 12i przenośna aparatura sejsmiczna, iskrobezpieczna, wykorzystująca aktywne metody sejsmoakustyki dla określania naprężeń  i niejednorodności górotworu.

Do połowy lat 90. XX wieku wdrożono w polskich kopalniach 22 systemy mikroHADES, 28 stacjonarnych aparatur sejsmoakustycznych ARES, 10 stacjonarnych aparatur mikrosejsmologicznych ARAMIS oraz 8 przenośnych aparatur sejsmicznych PASAT 12i.
Nowym kierunkiem prac było zastąpienie komunikatów tekstowych, wyświetlanych na ekranach monitorów monochromatycznych, schematami technologicznymi wyświetlanymi na ekranach monitorów barwnych, początkowo semigraficznych, a następnie graficznych. Zastosowanie symboli graficznych oraz atrybutów koloru  i pulsowania ułatwiło dyspozytorom  percepcję coraz większej liczby informacji. 
Wynikiem tych działań było opracowanie i wdrożenie w kopalniach dynamicznej tablicy synoptycznej DTS-1. Eksperymentalne wdrożenie modelu dynamicznej tablicy synoptycznej miało miejsce w kopalni MURCKI w roku 1986, natomiast prototypu w kopalni MOSZCZENICA w 1988 roku. Do połowy lat 90. XX wieku wdrożono w polskich kopalniach 10 dynamicznych tablic synoptycznych DTS-1.